# Argelaguer (kommunhuvudort)
Argelaguer är en kommunhuvudort i Spanien. Den ligger i provinsen Província de Girona och regionen Katalonien, i den östra delen av landet, 600 km öster om huvudstaden Madrid. Argelaguer ligger 189 meter över havet och antalet invånare är 371.
Terrängen runt Argelaguer är huvudsakligen kuperad. Argelaguer ligger nere i en dal. Runt Argelaguer är det glesbefolkat, med 9 invånare per kvadratkilometer. Närmaste större samhälle är Olot, 13,1 km väster om Argelaguer. I omgivningarna runt Argelaguer växer i huvudsak blandskog.